# David Pastrňák

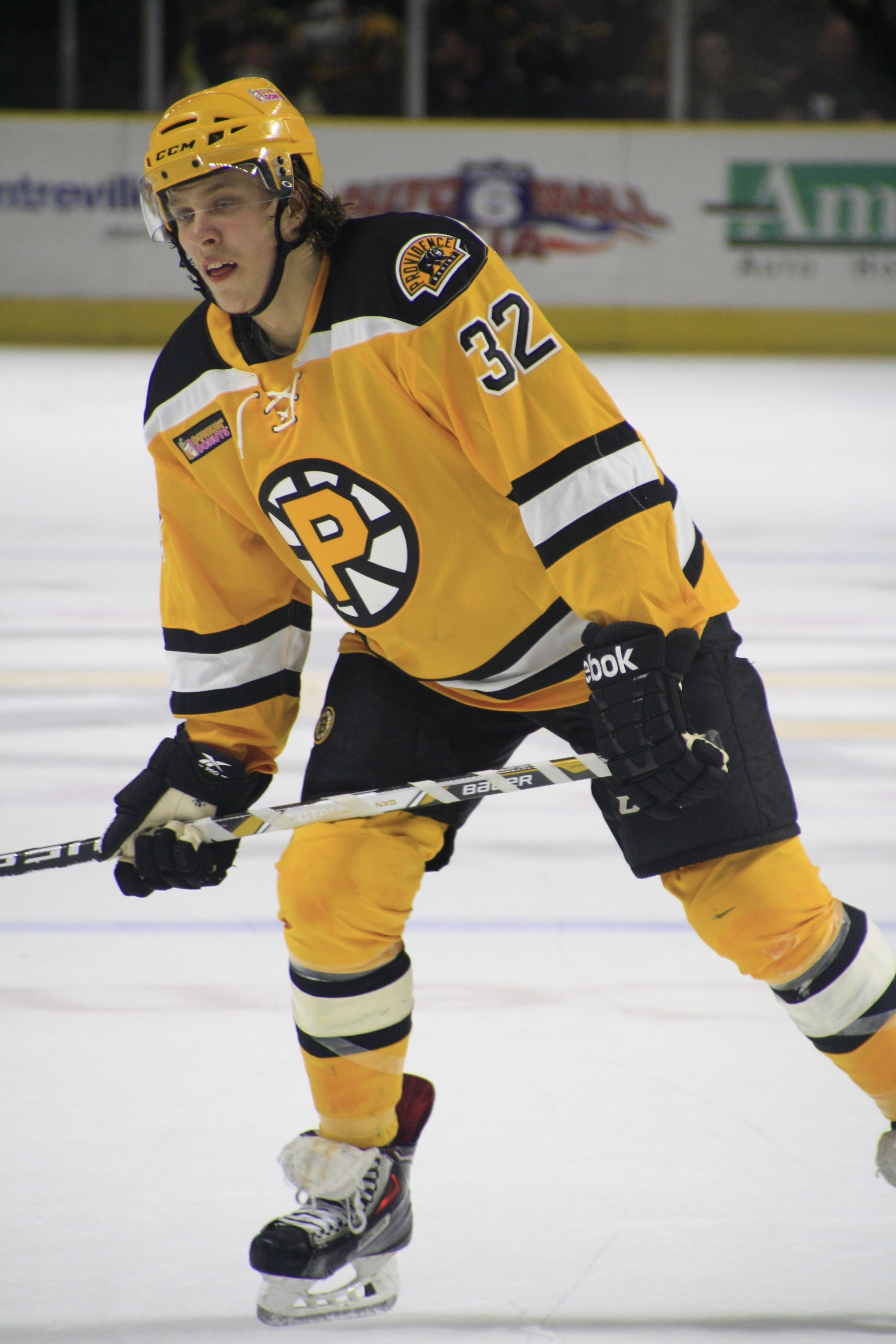
Pastrňák v dresu Providence Bruins v říjnu 2014

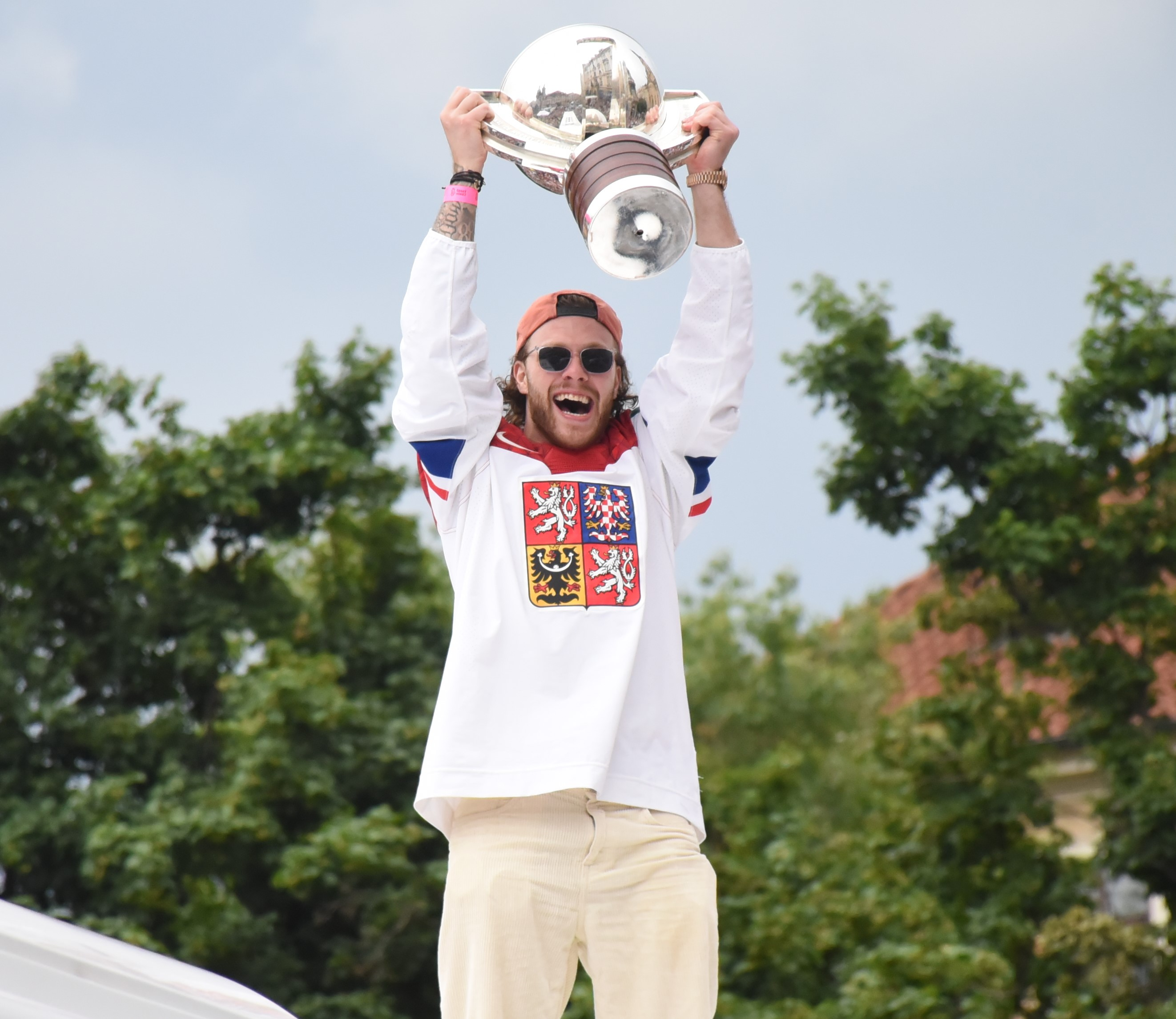
David Pastrňák (Praha, květen 2024)

David Pastrňák (přezdívaný Pasta, * 25. května 1996 Havířov) je český profesionální hokejový útočník hrající za Boston Bruins v americké NHL, kde plní roli zástupce kapitána. Dne 27. června 2014 byl draftován již v prvním kole draftu 2014 jako 25. celkově bostonským klubem. Sedmkrát vyhrál anketu Zlatá hokejka (2017–2021 a 2023–2024) a v roce 2020 se stal českým Sportovcem roku. Na Mistrovství světa hráčů 2014 do 18 let vybojoval s českou reprezentací stříbrnou medaili. Na mistrovstvích světa dospělých získal s českým výběrem bronzovou medaili v roce 2022 a mistrem světa se stal roku 2024, když ve finále šampionátu v Česku vstřelil vítězný gól Švýcarsku. Je třetím nejlepším českým střelcem a třetím nejproduktivnějším českým hráčem v historii NHL.

## Hráčská kariéra

### Česko
Svou hokejovou kariéru načal v rodném Havířově. První hokejové krůčky udělal na havířovském zimním stadionu v září 1999, kam ho v jeho třech letech přivedla matka Marcela. Pastrňák začínal hrát hokej v dívčích krasobruslařských bruslích, ale i s nimi zvládl potřebné základy bruslení. Když mu bylo šest let, byly už jeho hokejové dovednosti na takové úrovni, že ještě jako předškolák hrával zápasy za 1., 2., ale i za 3. třídu. Později, už v 15 letech, hrál i za A tým havířovského klubu.

### Zámoří
Dne 27. června 2014 byl vybrán jako 25. celkově týmem Boston Bruins v prvním kole draftu NHL 2014. O několik dní později, 15. července 2014, uzavřel s tímto týmem tříletý nováčkovský kontrakt. Před začátkem nové sezóny absolvoval Pastrňák předsezónní tréninkový kemp Bruins, na kterém si na konci září poranil rameno a proto byl 7. října 2014 poslán do farmářského týmu Providence Bruins v American Hockey League (AHL). V tamní lize se mu dařilo; do začátku listopadu po sedmi odehraných zápasech získal devět kanadských bodů za dvě branky a sedm asistencí, za což byl vyhlášen nejlepším útočníkem a nováčkem měsíce října v AHL.
Když pak na konci listopadu potřebovalo vedení Bostonu doplnit kádr kvůli zranění Davida Krejčího a Chrise Kellyho, rozhodlo se sáhnout z Providence po Pastrňákovi, který do té doby zaznamenal v 17 zápasech AHL 5 gólů a nasbíral 13 asistencí. V soutěži debutoval 24. listopadu 2014 v zápase proti Pittsburghu Penguins, který jeho tým prohrál 2:3 po prodloužení. V utkání si připsal deset střídání a celkem na ledě strávil 7 minut a 53 sekund. Svou 1. branku, zároveň i druhou a první bod v NHL si připsal 10. ledna 2015 v utkání proti Philadelphii Flyers, když překonal Raye Emeryho bekhendem po dorážce střely švédského hokejisty Marcuse Krügera. Druhý gól pak přidal zakončením bez přípravy po přihrávce od krajana Davida Krejčího. Navíc mohl zkompletovat hattrick, avšak prázdnou klec soupeře trefil až po konci vypršení základní hrací doby. K dvěma přesným zásahům mu navíc stačily pouhé dvě střely na branku za celé utkání. Pomohl tak k výhře svého mužstva poměrem 3:1 a byl vyhlášen první hvězdou utkání. Jen o tři dny později zaznamenal stejný počin i v utkání s Tampou Bay Lightning, když dvakrát překonal Bena Bishopa. Dne 29. března se stal Pastrňák prvním teenagerem v historii Bostonu, který vstřelil vítězný gól v prodloužení základní části, když rozhodl zápas s Carolinou Hurricanes v konečném výsledku 2:1. David Pastrňák od září 2019 používá mírně tónované plexisklo.

### Hokejbal
David Pastrňák hrál v mládí také hokejbal, v nedaleké Karviné za klub HbK Karviná. Za seniorský A tým debutoval v nejvyšší soutěži v ročníku 2012/2013 v baráži o udržení extraligy. V zápase vstřelil branku. Jeden zápas odehrál za HbK Karviná v ročníku 2013/2014 a v playoff 2015/2016. Další zápas přidal v ročníku 2021/2022.

## Výběr hvězd NHL
David Pastrňák byl již 4× nominován do výběru exhibičního zápasu NHL, takzvaného All-Star Game.
- 26. 1. 2019 NHL All-Star Game v San Jose (Sap Center, San Jose Sharks)
- 25. 1. 2020 NHL All-Star Game v St. Louis, David Pastrňák byl zvolen kapitánem Atlantické divize výběru hvězd, a stal se nejužitečnějším hráčem turnaje výběru hvězd NHL (All-Star Game).
- 4. 2. 2023 NHL All-Star Game na Floridě (FLA Live Arena in Sunrise)
- 4. 2. 2024 NHL All-Star Game v Torontu (TML Scotiabank Arena)

## Soukromý život
David Pastrňák je mladším ze dvou synů Marcely Ziembové a Milana Pastrňáka (1961–2013). Narodil se a vyrostl v Havířově. Má staršího bratra Jakuba (* 1992), který se ale sportem neživí. Jeho otec byl hokejista. Je také členem týmu Real TOP Praha, v jehož dresu se zúčastňuje charitativních zápasů a akcí.
Roku 2018 byl vyhlášen Tváří roku organizace Champions's for Children, která pomáhá dětským pacientům v bostonských nemocnicích.
Pastrňákovou přítelkyní je od května 2018 Švédka Rebecca Rohlssonová (* 28. června 1994). Dne 17. června 2021 se jim narodil syn jménem Viggo Rohl Pastrnak, který o 6 dní později zemřel.
Dne 9. června 2023 Pastrňák oznámil, že se stal znovu otcem a narodila se mu dcera Freya Ivy. Se svou partnerkou se oženil 3. srpna 2024 na ostrově Hvar v Chorvatsku.

## Ocenění a úspěchy
V roce 2015 ovládl kategorii Junior v anketě Zlatá hokejka.
V roce 2017 vyhrál v hlavní anketě Zlatou hokejku pro nejlepšího Českého hokejistu sezóny, čímž se stal nejmladším výhercem této soutěže. První místo pak zopakoval v letech 2018, 2019, 2020, 2021, 2023 a 2024. Prvních pět ročníků vyhrál za sebou, čímž překonal Jágrův rekord čtyř vítězství v řadě.
Pro sezónu 2019/2020 ho hokejoví analytici na základě dovedností, aktuální i historické produktivity a řadě dalších aspektů označili za druhého nejlepšího hráče světa (po Connoru McDavidovi). V této sezóně spolu s Alexandrem Ovečkinem získal cenu Maurice Richard Trophy pro nejlepšího střelce základní části v NHL. Oba dva měli shodně 48 gólů po základní části.
V roce 2020 byl vyhlášen vítězem novinářské ankety Sportovec roku po Josefu Mikolášovi, Dominiku Haškovi a Jaromíru Jágrovi jako teprve čtvrtý hokejista.
Dne 28. července 2024 mu bylo uděleno čestné občanství města Havířova.
Česká juniorka (do 18 let)
| Cena                   | Rok  |
| ---------------------- | ---- |
| Nejlepší střelec       | 2012 |
| Nejproduktivnější hráč | 2012 |

Mistrovství světa v ledním hokeji do 18 let
| Cena             | Rok         |
| ---------------- | ----------- |
| Stříbrná medaile | Finsko 2014 |

Mistrovství světa juniorů v ledním hokeji
| Cena                               | Rok         |
| ---------------------------------- | ----------- |
| 1 ze 3 nejlepších hráčů svého týmu | Kanada 2015 |

American Hockey League
| Cena              | Rok  |
| ----------------- | ---- |
| AHL All-Star Game | 2015 |

## Prvenství
- Debut v NHL – 24. listopadu 2014 (Boston Bruins proti Pittsburgh Penguins)
- První asistence v NHL – 1. prosince 2014 (Anaheim Ducks proti Boston Bruins)
- První gól v NHL – 10. ledna 2015 (Philadelphia Flyers proti Boston Bruins, kanadskému brankáři Ray Emery)
- První hattrick v NHL – 13. března 2018 (Carolina Hurricanes proti Boston Bruins)

## Klubové statistiky
| Sezóna       | Klub               | Soutěž       |     | Základní část | Základní část | Základní část | Základní část | Základní část |    | Play off | Play off | Play off | Play off | Play off |
| Sezóna       | Klub               | Soutěž       | Z   | G             | A             | B             | TM            | Z             | G  | A        | B        | TM       |          |          |
| 2009/2010    | HC Havířov 16      | ČHL-16       | 30  | 28            | 24            | 52            | 8             | —             | —  | —        | —        | —        |          |          |
| 2010/2011    | AZ Havířov 16      | ČHL-16       | 26  | 32            | 21            | 53            | 10            | —             | —  | —        | —        | —        |          |          |
| 2010/2011    | AZ Havířov 18      | ČHL-18       | 16  | 7             | 12            | 19            | 4             | 1             | 0  | 0        | 0        | 0        |          |          |
| 2011/2012    | HC Třinec 18       | ČHL-18       | 31  | 33            | 14            | 47            | 6             | —             | —  | —        | —        | —        |          |          |
| 2011/2012    | HC AZ Havířov 2010 | 2.ČHL        | 2   | 0             | 0             | 0             | 0             | 2             | 0  | 0        | 0        | 0        |          |          |
| 2012/2013    | Södertälje J20     | SuperElit    | 36  | 12            | 17            | 29            | 67            | 4             | 2  | 2        | 4        | 10       |          |          |
| 2012/2013    | Södertälje SK      | Allsvenskan  | 11  | 2             | 1             | 3             | 0             | —             | —  | —        | —        | —        |          |          |
| 2013/2014    | Södertälje SK      | Allsvenskan  | 36  | 8             | 16            | 24            | 24            | —             | —  | —        | —        | —        |          |          |
| 2014/2015    | Boston Bruins      | NHL          | 46  | 10            | 17            | 27            | 8             | —             | —  | —        | —        | —        |          |          |
| 2014/2015    | Providence Bruins  | AHL          | 25  | 11            | 17            | 28            | 12            | 3             | 0  | 0        | 0        | 0        |          |          |
| 2015/2016    | Boston Bruins      | NHL          | 51  | 15            | 11            | 26            | 20            | —             | —  | —        | —        | —        |          |          |
| 2015/2016    | Providence Bruins  | AHL          | 3   | 1             | 3             | 4             | 2             | —             | —  | —        | —        | —        |          |          |
| 2016/2017    | Boston Bruins      | NHL          | 75  | 34            | 36            | 70            | 34            | 6             | 2  | 2        | 4        | 6        |          |          |
| 2017/2018    | Boston Bruins      | NHL          | 82  | 35            | 45            | 80            | 37            | 12            | 6  | 14       | 20       | 8        |          |          |
| 2018/2019    | Boston Bruins      | NHL          | 66  | 38            | 43            | 81            | 32            | 24            | 9  | 10       | 19       | 4        |          |          |
| 2019/2020    | Boston Bruins      | NHL          | 70  | 48            | 47            | 95            | 40            | 10            | 3  | 7        | 10       | 2        |          |          |
| 2020/2021    | Boston Bruins      | NHL          | 48  | 20            | 28            | 48            | 24            | 11            | 7  | 8        | 15       | 8        |          |          |
| 2021/2022    | Boston Bruins      | NHL          | 72  | 40            | 37            | 77            | 20            | 7             | 3  | 3        | 6        | 2        |          |          |
| 2022/2023    | Boston Bruins      | NHL          | 82  | 61            | 52            | 113           | 38            | 7             | 5  | 0        | 5        | 0        |          |          |
| 2023/2024    | Boston Bruins      | NHL          | 82  | 47            | 63            | 110           | 47            | 13            | 4  | 4        | 8        | 25       |          |          |
| Celkem v NHL | Celkem v NHL       | Celkem v NHL | 674 | 348           | 379           | 727           | 300           | 90            | 39 | 48       | 87       | 57       |          |          |

## Reprezentace
| Rok                       | Tým                       | Soutěž                    | Z  | G  | A  | B  | TM |
| ------------------------- | ------------------------- | ------------------------- | -- | -- | -- | -- | -- |
| 2012                      | Česko                     | WHCh U-17                 | 5  | 0  | 1  | 1  | 0  |
| 2013                      | Česko                     | MS18                      | 5  | 1  | 1  | 2  | 4  |
| 2014                      | Česko 20                  | MSJ                       | 5  | 1  | 2  | 3  | 0  |
| 2014                      | Česko                     | MS18                      | 7  | 0  | 5  | 5  | 2  |
| 2015                      | Česko                     | MSJ                       | 5  | 1  | 6  | 7  | 4  |
| 2016                      | Česko                     | MSJ                       | 4  | 1  | 3  | 4  | 0  |
| 2016                      | Česko                     | MS                        | 8  | 1  | 5  | 6  | 4  |
| 2016                      | Česko                     | SP                        | 3  | 0  | 0  | 0  | 0  |
| 2017                      | Česko                     | MS                        | 8  | 1  | 6  | 7  | 4  |
| 2018                      | Česko                     | MS                        | 5  | 4  | 2  | 6  | 0  |
| 2022                      | Česko                     | MS                        | 7  | 7  | 3  | 10 | 2  |
| 2024                      | Česko                     | MS                        | 4  | 1  | 0  | 1  | 2  |
| 2025                      | Česko                     | MS                        | 8  | 6  | 9  | 14 | 4  |
| Juniorská kariéra celkově | Juniorská kariéra celkově | Juniorská kariéra celkově | 31 | 4  | 18 | 22 | 10 |
| Seniorská kariéra celkově | Seniorská kariéra celkově | Seniorská kariéra celkově | 43 | 20 | 25 | 45 | 16 |

## Hokejbal
| Sezóna    | Klub        | Soutěž |   | Základní část | Základní část | Základní část | Základní část | Základní část |   | Play off | Play off | Play off | Play off | Play off |
| Sezóna    | Klub        | Soutěž | Z | G             | A             | B             | TM            | Z             | G | A        | B        | TM       |          |          |
| 2012/2013 | HbK Karviná | HEM    | — | —             | —             | —             | —             | 1             | 1 | 0        | 1        | 0        |          |          |
| 2013/2014 | HbK Karviná | HEM    | 1 | 0             | 1             | 1             | 0             | —             | — | —        | —        | —        |          |          |
| 2015/2016 | HbK Karviná | HEM    | — | —             | —             | —             | —             | 1             | 0 | 0        | 0        | 0        |          |          |
| 2021/2022 | HbK Karviná | HEM    | 1 | 1             | 0             | 1             | 0             | —             | — | —        | —        | —        |          |          |
| Celkem    | Celkem      | Celkem | 2 | 1             | 1             | 2             | 0             | 1             | 0 | 0        | 0        | 0        |          |          |

Pozn.: v ročníku 2012/2013 odehrál zápas v baráži o extraligu.

#### Profily
- David Pastrňák – statistiky na Hockeydb.com (anglicky)
- David Pastrňák – statistiky na Elite Prospects (anglicky)
- David Pastrňák – statistiky na NHL.com
- David Pastrňák – statistiky na Hokej.cz
- Pastrnak 88 hráčský profil Real TOP Praha Archivováno 24. 9. 2019 na Wayback Machine.

| Předchůdce              | David Pastrňák                              | Nástupce             |
| Malcolm Subban (Kanada) | Výběr v prvních kolech Bostonem Bruins 2014 | Jakub Zbořil (Česko) |